# Pollenia consectata
Pollenia consectata är en tvåvingeart som beskrevs av Dear 1986. Pollenia consectata ingår i släktet vindsflugor, och familjen spyflugor. Inga underarter finns listade i Catalogue of Life.